# فریبرن (کنتاکی)
فریبرن (به انگلیسی: Freeburn) یک منطقهٔ مسکونی در ایالات متحده آمریکا است که در شهرستان پایک، کنتاکی واقع شده‌است. فریبرن ۳۹۹ نفر جمعیت دارد و ۲۲۰٫۹۸ متر بالاتر از سطح دریا واقع شده‌است.